# Espen Stokkeland
Espen Stokkeland, född den 4 juli 1968 i Kristiansand, är en norsk seglare.
Han tog OS-brons i soling i samband med de olympiska seglingstävlingarna 2000 i Sydney.